# Tetis
Tetis är en segelbåt. Det är byggd i plast och har negativ akter. Typen byggdes vid Nielsens Båtbyggeri i Oxelösund. Skrovet kunde även köpas separat. Detta gör att det idag finns många varianter på Tetis-båten.

## Källhänvisningar
- Sailguide Tetis